# TD Place Stadium
TD Place Stadium – stadion położony w Lansdowne Park w Ottawie. Głównie wykorzystywany na potrzeby futbolu  kanadyjskiego i piłki nożnej.
Tereny na cele sportowe wykorzystywane były już w latach 70. XIX w. Pierwsza trybuna powstała w 1908 dotrwała do przebudowy w 1967. Powstały dwie trybuny z halą sportową pod trybuną północną. Kolejna przebudowa rozpoczęła się w 2012 i trwała do 2014.
W latach 1908–1993 stadion funkcjonował pod nazwą Lansdowne Park a następnie Frank Clair Stadium od nazwiska słynnego trenera futbolu kanadyjskiego. W 2014 w związku z nową umową sponsorską zmieniono nazwę na TD Place Stadium.

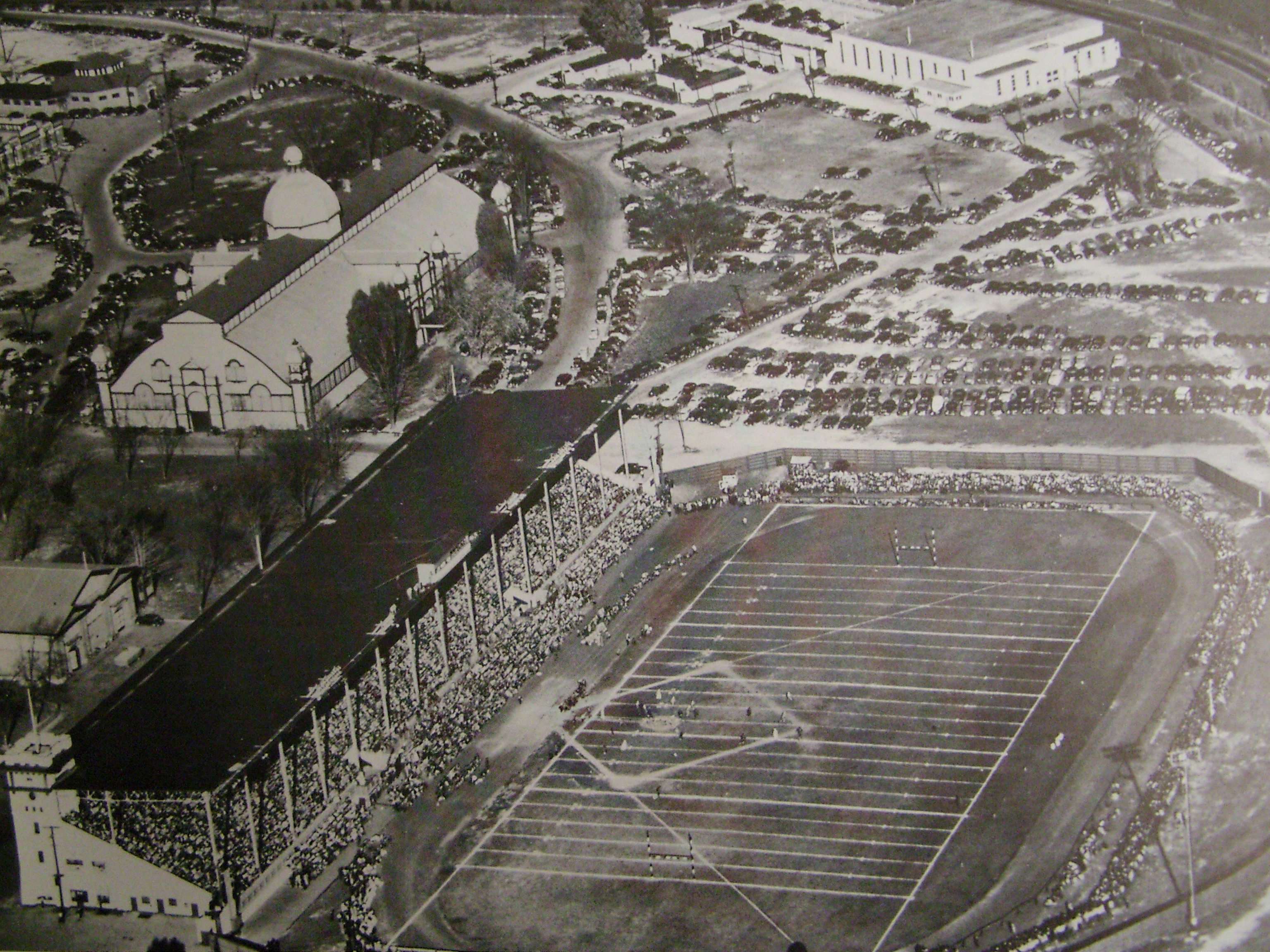
1950
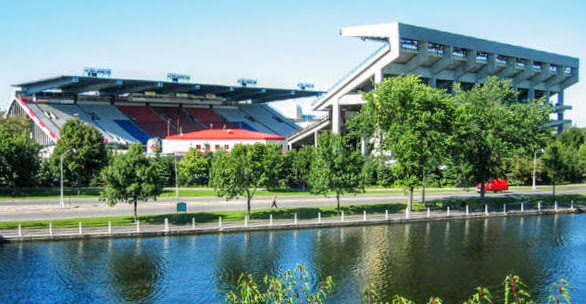
2004
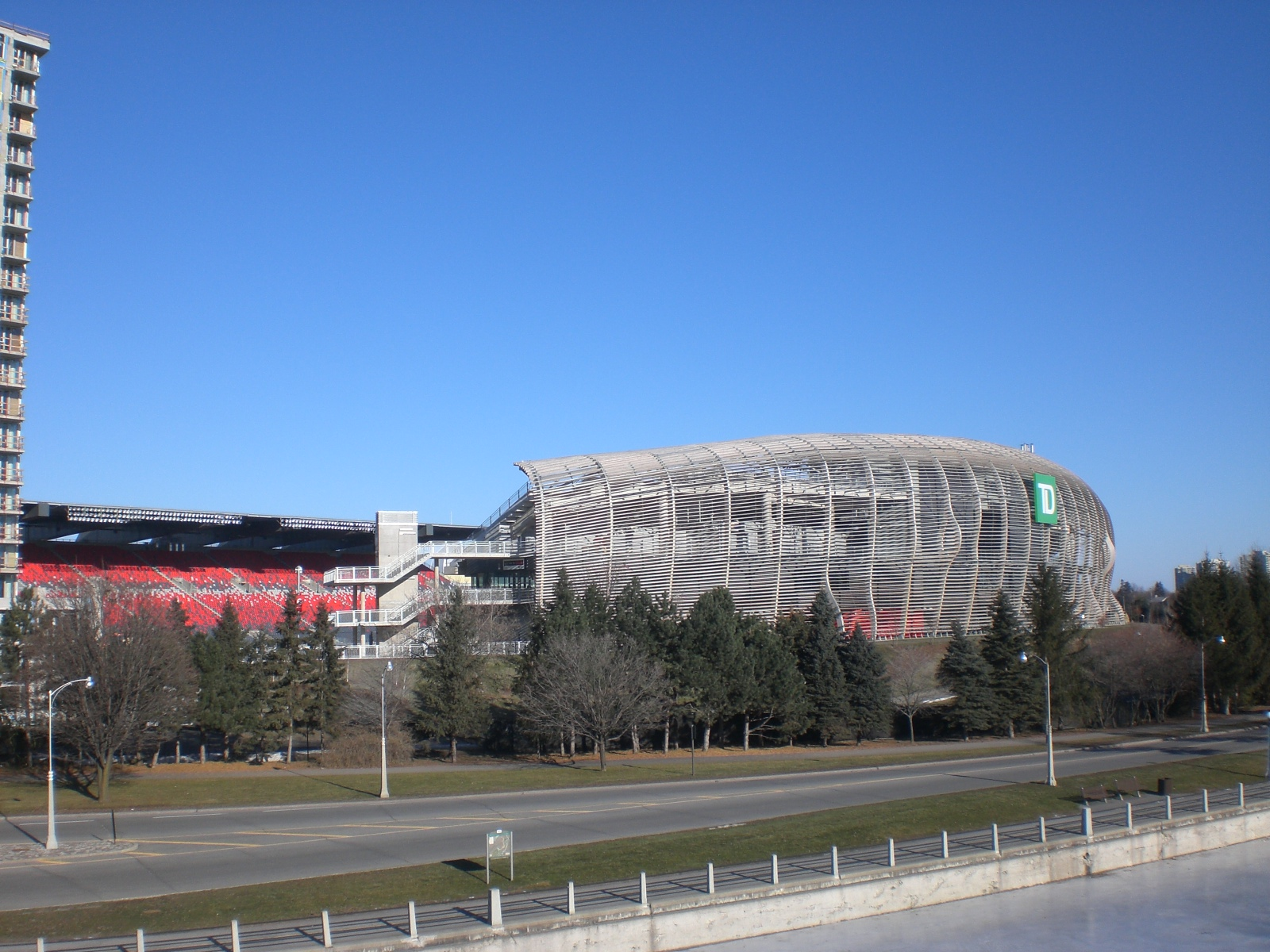
2014

W czerwcu 2015 na stadionie odbywały się mecze w ramach mistrzostw świata w piłce nożnej kobiet.
16 grudnia 2017 dla uczczenia 100 lecia powstania ligi NHL na stadionie odbyło się spotkanie pomiędzy Ottawa Senators i Montreal Canadiens. Na potrzeby tego zdarzenia, ze względu na konflikt praw sponsorskich, stadion nazwano "Lansdowne Park". Zwyciężyła drużyna Senatorów z Ottawy 3:0